# Công ty Virginia
Công ty Virginia (tiếng Anh: The Virginia Company) là một công ty thương mại của Anh được Vua James I thành lập vào ngày 10 tháng 4 năm 1606 với mục tiêu xâm chiếm và thuộc địa hoá bờ biển phía Đông nước Mỹ hiện nay. Bờ biển được đặt tên là Virginia, theo tên của Nữ vương Elizabeth I, và nó trải dài từ bang Maine ngày nay đến Carolinas (bang Bắc Carolina và Nam Carolina). Các cổ đông của công ty là người ở Kinh đô London, và nó được phân biệt với Công ty Plymouth, được thành lập cùng thời điểm và bao gồm phần lớn các cổ đông đến từ Thành Plymouth, Anh.
Bước đột phá thương mại lớn nhất là kết quả sau khi nhà thám hiểm John Rolfe giới thiệu một số loại thuốc lá ngọt hơn từ vùng Caribe. Những thứ này tạo ra một sản phẩm hấp dẫn hơn loại thuốc lá có vị gắt đến từ Virginia. Việc trồng các giống thuốc lá mới của Rolfe đã tạo ra một nguồn hàng hóa mạnh để xuất khẩu cho Công ty Luân Đôn và các thuộc địa đầu tiên khác của Anh, đồng thời giúp cân bằng thâm hụt thương mại quốc gia với Tây Ban Nha. Công ty thất bại vào năm 1624, sau sự tàn phá trên diện rộng của cuộc Đại thảm sát năm 1622 bởi người dân bản địa ở thuộc địa, khiến dân số Anh thiệt hại nghiêm trọng. Vào ngày 24 tháng 5, Vua James giải thể công ty và biến Virginia thành thuộc địa vương thất của Anh với những thực dân có tài sản giữ lại một số chính phủ đại diện thông qua hạ viện là Viện Burgesses.:90–91